# Гангапур
Гангапур (англ. Gangapur, хинди गंगापुर) — город в северо-западной части Индии, в штате Раджастхан, на территории округа Савай-Мадхопур.

## География
Город находится в восточной части Раджастхана, на высоте 269 метров над уровнем моря.
Гангапур расположен на расстоянии приблизительно 97 километров к востоку-юго-востоку (ESE) от Джайпура, административного центра штата и на расстоянии 230 километров к юго-юго-западу (SSW) от Нью-Дели, столицы страны.

## Демография
По данным официальной переписи 2011 года, население составляло 130 030 человек, из которых мужчины составляли 52,8 %, женщины — соответственно 47,2 % . Уровень грамотности населения составлял 69 %.

Динамика численности населения города по годам:
| 1991   | 2001   | 2011    |
| ------ | ------ | ------- |
| 53 689 | 96 845 | 130 030 |

## Транспорт
Сообщение Гангапура с другими городами Индии осуществляется посредством железнодорожного и автомобильного транспорта.
Ближайший гражданский аэропорт расположен в городе Джайпур.